# Polypoetes haruspex
Polypoetes haruspex är en fjärilsart som beskrevs av Druce 1885. Polypoetes haruspex ingår i släktet Polypoetes och familjen tandspinnare. Inga underarter finns listade i Catalogue of Life.